# Menisco (óptica)
Un menisco (del griego μηνίσκος «lunita») es una lente formada por una superficie cóncava y otra convexa. Tiene una longitud focal positiva o negativa. Corrige la aberración esférica de una lente plano convexa.
La orientación óptima del menisco, para la mayoría de las aplicaciones, se consigue con el radio de curvatura menor como primera superficie. El menisco es usado en combinación con otros componentes, pudiendo aumentar o reducir la focal de un conjunto sin incrementar significativamente las aberraciones axiales.

## Lente menisco convergente
Son las que tienen una superficie ligeramente cóncava y otra convexa, por tanto, la superficie convexa acaba teniendo más importancia que la superficie cóncava. Es una lente más gruesa en la parte central que en los extremos. También puede ser llamada lente menisco positiva.

## Lente menisco divergente
Son los que tienen una superficie ligeramente convexa y otra cóncava, por tanto, la superficie cóncava acaba teniendo más importancia que la superficie convexa. Es una lente más fina en la parte central que en los extremos. También puede ser llamada lente menisco negativa.